# Gueux
Gueux is een gemeente in het Franse departement Marne (regio Grand Est). De plaats maakt deel uit van het arrondissement Reims. Gueux telde op 1 januari 2022 1.901 inwoners.
Aan de rand van Gueux, in de richting van Reims, staan nog de oude tribune en de oude finishpost van het stratencircuit Reims-Gueux, dat niet meer wordt gebruikt.

## Geografie
De oppervlakte van Gueux bedroeg op 1 januari 2022 8,86 vierkante kilometer; de bevolkingsdichtheid was toen 214,6 inwoners per km².

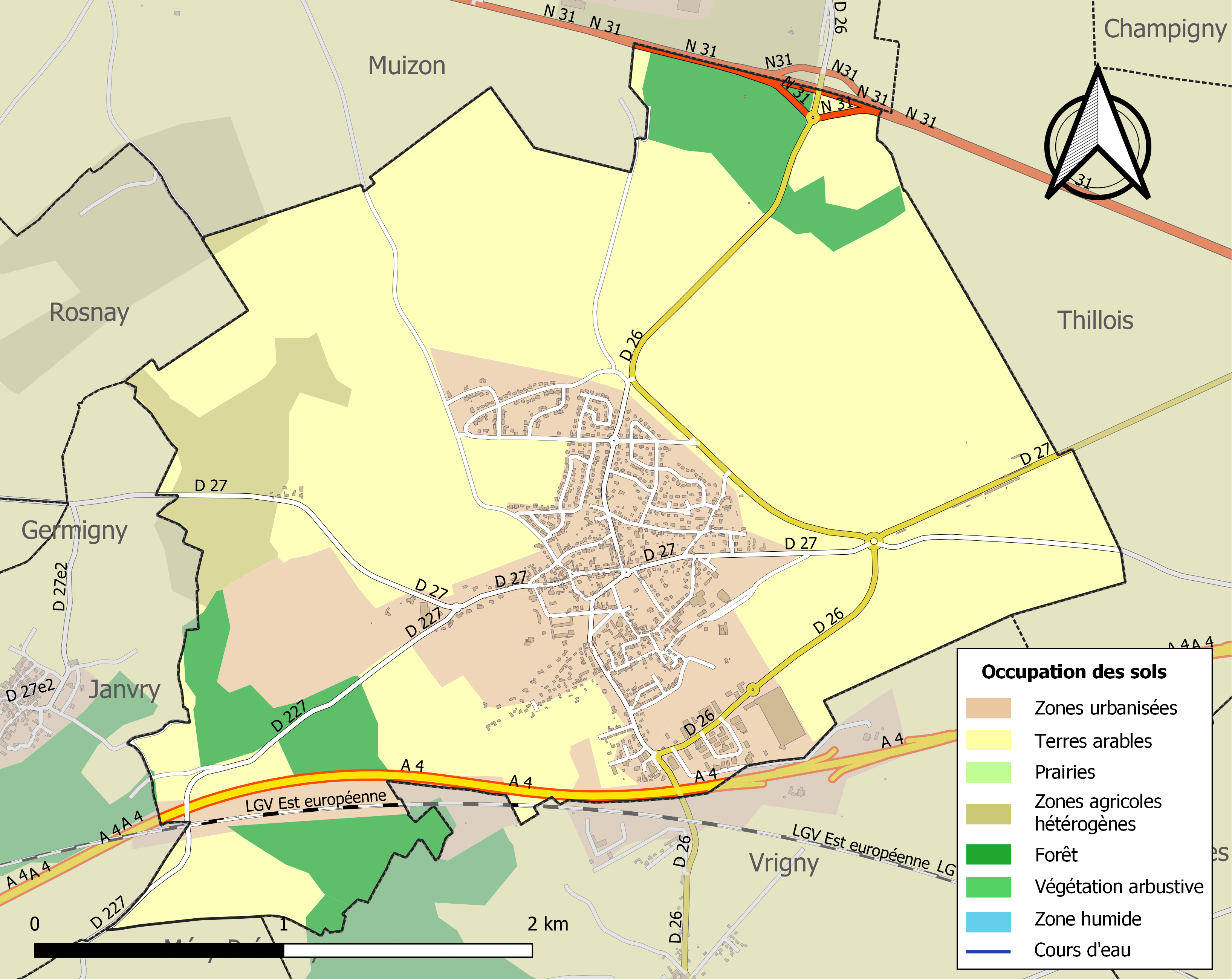
Kaart van de gemeente met de belangrijkste infrastructuur, bodemgebruik en omliggende gemeenten

## Demografie
Onderstaande figuur toont het verloop van het inwonertal (bron: INSEE-tellingen).